# Independence (ruimteveer)

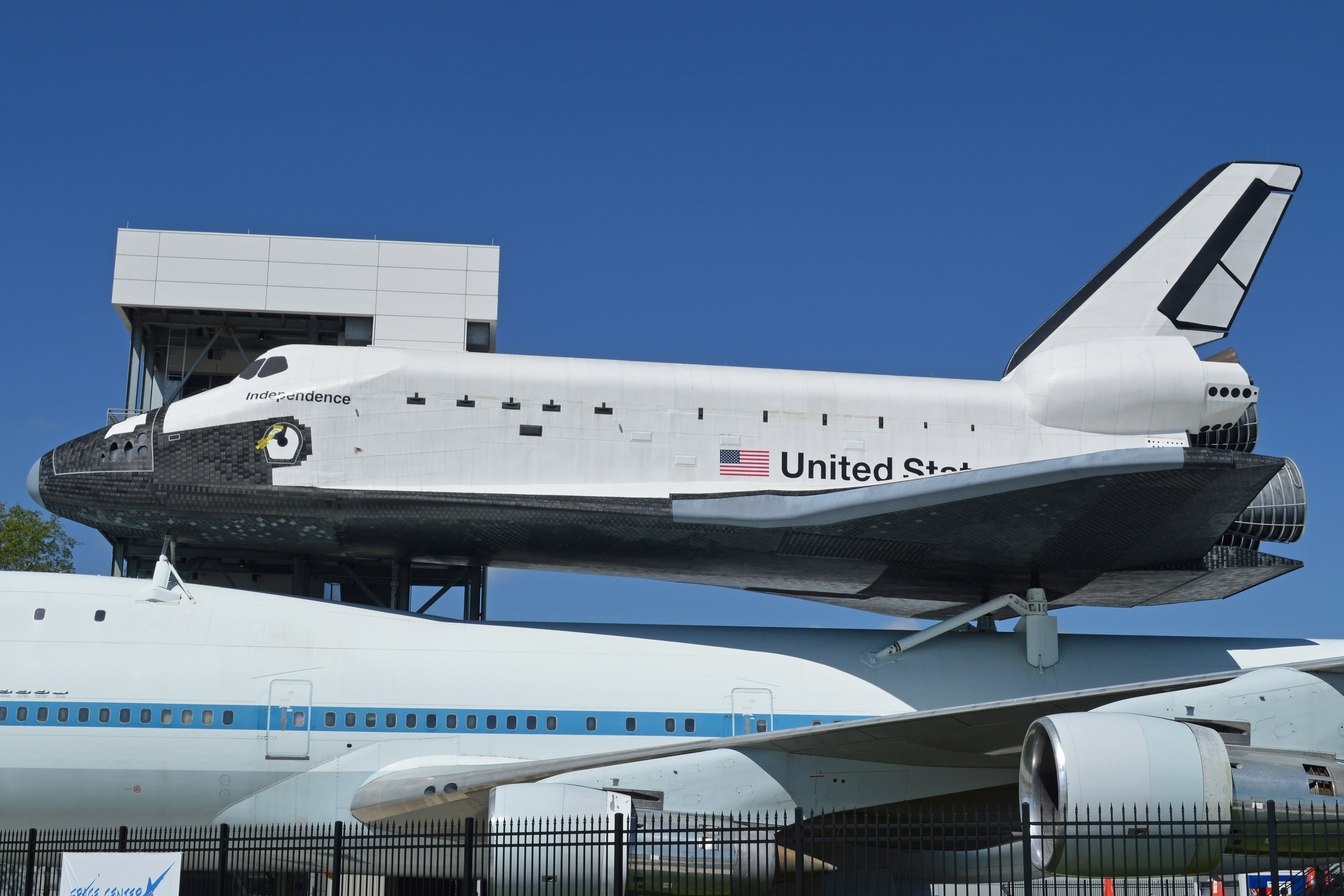
De Independence op Space Center Houston

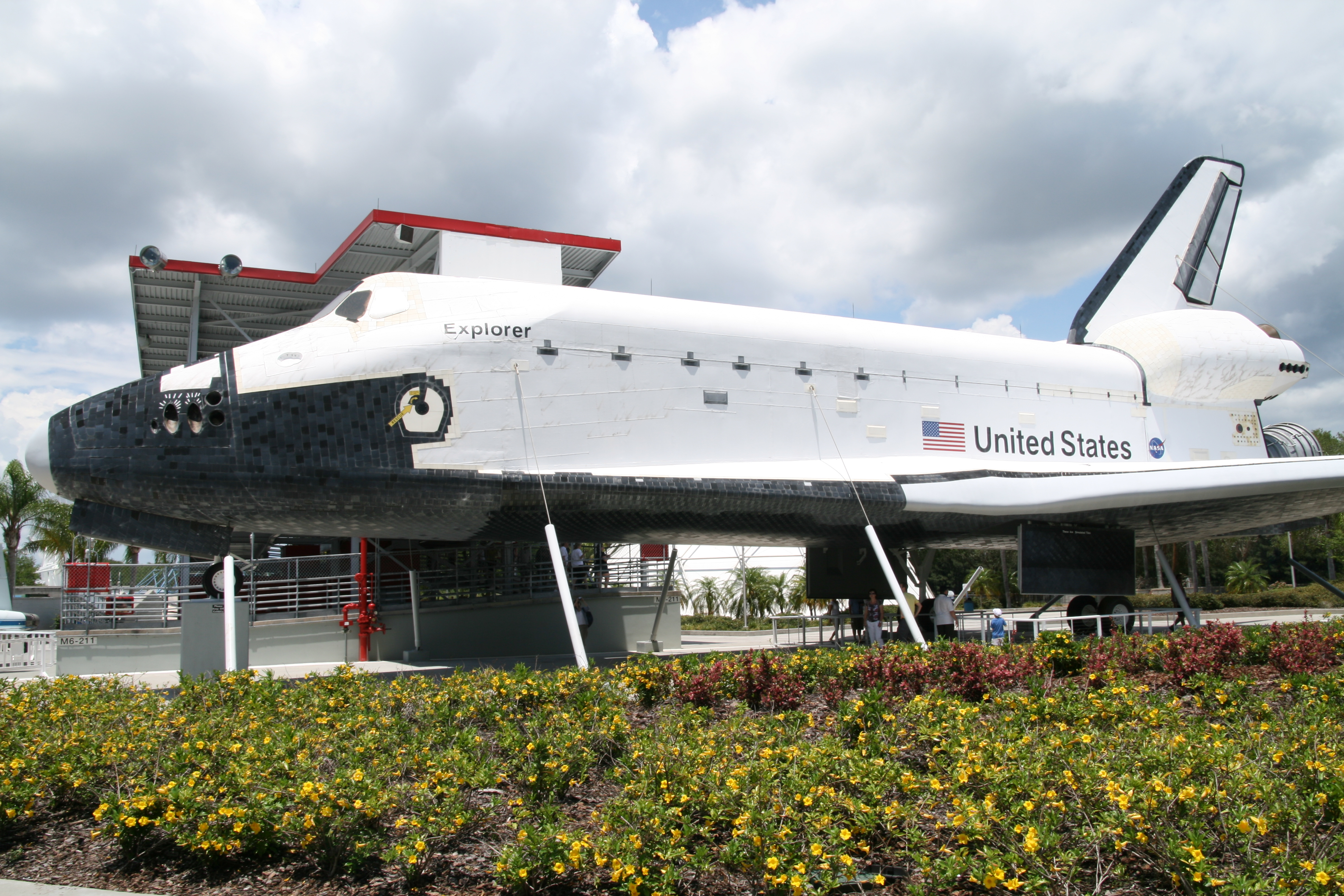
De Explorer op het Kennedy Space Center

Het ruimteveer Independence (voorheen Explorer) is een replica van een ruimteveer op ware grootte. De Independence heeft ook een volledig interieur. Tot 2012 bevond de Independence zich met als naam Explorer in het Kennedy Space Center Visitor Complex en was deze toegankelijk voor toeristen. Nadat het buitengebruikgestelde ruimteveer Atlantis op het KSC werd tentoongesteld, werd de Explorer 2012 overgebracht naar Space Center Houston, het bezoekerscentrum van het Lyndon B. Johnson Space Center. In 2013 werd de shuttle-replica tot Independence omgedoopt.
Na een opknapbeurt staat de Independence tentoongesteld bovenop NASA-905, een Boeing 747-Shuttle Carrier Aircraft. De Tentoonstelling genaamd; Independence Plaza werd op 23 januari 2016 geopend.

## KSC tentoonstelling 1993-2012
De Explorer werd tentoongesteld samen met een toren, een portaal. Deze is uitgerust met een lift om de toegankelijkheid te bevorderen. Bezoekers konden hier een simulatie bezichtigen. Deze simulatie bestond uit een etalagepop met een oranje ruimtepak. Dit pak is een ouder model van het pak dat astronauten droegen. Verder was er een levensgroot model van een cockpit. Er was ook een replica van een externe brandstoftank, verbonden aan twee raketten die aan de Explorer gekoppeld waren.